# Арлекін гребнистий
Арлекін гребнистий (Atelopus sernai) — вид жаб родини Ропухові (Bufonidae). Це ендемік північної частини Анд у Колумбії. Його природним середовищем проживання є субтропічні або тропічні вологі гірські ліси, субтропічні або тропічні висотні луки і річки. Він перебуває під загрозою втрати місць проживання.